# Fever (canción de The Black Keys)
«Fever» es una canción de la banda estadounidense de rock The Black Keys. Fue lanzado el 24 de marzo de 2014, como el primer sencillo de su octavo álbum de estudio, Turn Blue. El 15 de abril de 2014, la canción fue lanzada en CD con la pista del título del álbum como una cara B, junto con un crédito aplicable a las compras de los formatos físicos del álbum.

## Grabación
"Fever" fue grabada en enero de 2013 en el Key Club en Benton Harbor, Michigan, durante las sesiones de grabación iniciales del grupo para Turn Blue. Al describir el origen de la canción, el guitarrista Dan Auerbach, dijo "que uno empezó con esa melodía y fue (el baterista Patrick Carney) y yo por nuestra cuenta;... Grabamos esa canción y llegó bastante rápidamente esa melodía a mi mente, trabajaron cuáles eran los acordes, manejar el bajo y la batería fue muy simple y bailable y traté de mantenerme optimista-. Motown: "El grupo trabajó en la coda de la canción con el productor Danger Mouse en sesiones posteriores."

## Videoclip
El video musical fue dirigido por Theo Wenner, hijo del cofundador de la revista Rolling Stone, Jann Wenner, y fue puesto a la venta el 1 de mayo de 2014. Cuenta con un telepredicador, Auerbach retrata ante un riguroso público su predicación. Durante el video, un número de teléfono parpadea en pantalla acompañado de una lista de desplazamiento de las personas que han donado.

## Lista de canciones
Todas las canciones escritas y compuestas por Dan Auerbach, Patrick Carney, and Brian Burton. 
| Sencillo en CD |             |          |  |
| N.º            | Título      | Duración |  |
| 1.             | «Fever»     | 4:06     |  |
| 2.             | «Turn Blue» | 3:43     |  |

## Listas semanales
| Listas (2014)                               | Pico posición |
| ------------------------------------------- | ------------- |
| Bélgica (Flandes) (Ultratip Bubbling Under) | 4             |
| Bélgica (Valonia) (Ultratip Bubbling Under) | 16            |
| Canadá (Canadian Hot 100)                   | 29            |
| Francia (SNEP)                              | 84            |
| Reino Unido (UK Singles Chart)              | 57            |
| Estados Unidos (Billboard Hot 100)          | 77            |
| Estados Unidos (Alternative Airplay)        | 1             |

## Historial de lanzamientos
| Región         | Fecha                | Formato                       | Discográfica     | Ref.   |
| -------------- | -------------------- | ----------------------------- | ---------------- | ------ |
| Estados Unidos | 24 de marzo de 2014  | Descarga digital              | Nonesuch Records | [ 16 ] |
| Estados Unidos | 24 de marzo de 2014  | Active rock radio             | Nonesuch Records | [ 17 ] |
| Estados Unidos | 24 de marzo de 2014  | Adult album alternative radio | Nonesuch Records | [ 17 ] |
| Estados Unidos | 24 de marzo de 2014  | Modern rock radio             | Nonesuch Records | [ 17 ] |
| Italia         | 22 de agosto de 2014 | Contemporary hit radio        | Nonesuch Records | [ 18 ] |
| Estados Unidos | 15 de abril de 2014  | Disco compacto                | Nonesuch Records | [ 8 ]  |